# Vincent Barteau
Vincent Barteau (Caen, 18 de março de 1962), é um ciclista francês, que foi profissional de 1983 a 1990. O seu maior lucro foi a vitória de etapa no Tour de France de 1989

## Palmarés
| - 1982 - 1 etapa do Tour de Vaucluse - 1 etapa do Tour de Limusino - 1983 - 1 etapa do Circuito de la Sarthe - 1 etapa do Tour de l'Avenir - 1984 - 1 etapa do Tour de Vaucluse - 1 etapa do Tour de l’Oise | - 1985 - 1 etapa do Tour d'Armorique - 1986 - 1 etapa dos Quatro Dias de Dunquerque - 1989 - 1 etapa do Tour de France - 1990 - 1 etapa do Grande Prêmio de Midi Livre |

## Resultados nas grandes voltas
| Corrida            | 1983 | 1984 | 1985 | 1986 | 1987 | 1988 | 1989 | 1990  |
| ------------------ | ---- | ---- | ---- | ---- | ---- | ---- | ---- | ----- |
| Giro d'Italia      | -    | -    | -    | -    | -    | -    | -    | -     |
| Tour de France     | -    | 28.º | -    | Ab.  | -    | -    | 97.º | 133.º |
| Volta a Espanha    | -    | -    | -    | -    | -    | -    | -    | -     |
| Mundial em Estrada | -    | -    | -    | -    | -    | -    | -    | -     |

-: não participa

Ab.: abandono

F.c.: desclassificado por "fora de controle"